# NGC 2890
NGC 2890 (również PGC 26778) – galaktyka eliptyczna (E-S0), znajdująca się w gwiazdozbiorze Hydry. Odkrył ją 11 stycznia 1886 roku Francis Leavenworth.